# Ichneumon lariae
Ichneumon lariae là một loài tò vò trong họ Ichneumonidae.